# 토우인 리나
토우인 리나(洞院 リナ) (한국명: 성리나)는 피치피치핏치의 등장인물이다. 본 애니메이션에서 목소리를 연기한 성우는 일본판은 아사노 마유미이고 한국판은 배정미이다.

## 개요
북대서양에 존재하는 인어나라의 공주로 녹색 진주의 소유자이다. 생일은 9월 2일. 혈액형은 AB형. 이미지 색상은 녹색. 